# Brittiska F3-mästerskapet 1988
Brittiska F3-mästerskapet 1988 var ett race som vanns av JJ Lehto.

## Slutställning
| Plats | Förare          | Poäng |
| ----- | --------------- | ----- |
| 1     | JJ Lehto        | 113   |
| 2     | Gary Brabham    | 88    |
| 3     | Damon Hill      | 57    |
| 4     | Martin Donnelly | 54    |
| 5     | Eddie Irvine    | 53    |
| 6     | Ross Hockenhull | 22    |